# Axe (dopływ Kanału Bristolskiego)
Axe – rzeka w Anglii w hrabstwie Somerset o długości 40 kilometrów. Wypływa ze wzgórz Mendip w okolicach wsi Wookey Hole z jednej z jaskiń. Rzeka była żeglowna od średniowiecza do roku 1915. Pod koniec biegów ulega zjawisku pływów.

## Zjawiska krasowe
W początkowym biegu rzeka rozdzielając się na dwa równoległe koryta przepływa przez teren ukształtowany ze skał wapiennych, rozpuszczalnych w wodzie. Wyżłobiła szereg odcinków podziemnych.